# Can Sala (Sant Feliu de Pallerols)
Can Sala és una masia del terme de Sant Feliu de Pallerols (Garrotxa).